# 14 المرأة المسلسلة b
14 أندروميدا b أو 14 المرأة المسلسلة b . تسميتة في علم الفلك الحديث (14 Andromedae b) (وتختصر إلى 14 And b) وكذلك يسمى Spe . هو كوكب خارج النظام الشمسي يبعد عن الأرض نحو 249 سنة ضوئية في كوكبة المرأة المسلسلة في فلك حول النجم 14 أندروميدا نجم (فيريتات).
يستغرق الكوكب فترة مدارية قدرها 186 يوما ليكمل مدارة ويبعد عن النجم العملاق 14 أندروميدا 0.83 وحدة فلكية (83٪ المسافة التي تفصل الأرض عن الشمس). للكوكب كتلة حدها الأدنى 4.8 كتلة مشترية. الكوكب يدور مع انحراف قدرة 0.0094 درجة، مما يعني أن المسافة المدارية على مدى طواف الكوكب تتفاوت فقط بنحو 0.02 وحدة فلكية. اكتشف هذا الكوكب في 3 يوليو 2008 من قبل ساتو وآخرون، الذي اكتشف تذبذب 14 أندروميدا الناجم عن جاذبية الكوكب خلال مداره باستخدام مطيافية دوبلر.

## التسمية
في يوليو 2014 أطلق الاتحاد الفلكي الدولي عملية لمنح أسماء أعلام لبعض الكواكب الخارجية والنجوم التي تستضيفهم. وشملت العملية ترشيح الجمهور والتصويت على الأسماء الجديدة. في ديسمبر 2015، أعلن الاتحاد الفلكي الدولي اسم Spe لهذا الكوكب وقدم الاسم الفائز مركز خليج الرعد التابع للجمعية الملكية الفلكية في كندا هو اسم مقتبس من الكلمة اللاتينية 'Spes' التي تعني «أمل». (Spes أيضا آلهة الأمل الرومانية). استبدل الاتحاد الفلكي الدولي "Spes " إلى 'Spe'، وهو ما يعني «حيث هناك أمل»، لتتناسب مع التسمية الممنوحة للنجم المضيف (Veritate) والتي تعني الحقيقة.